# کاگنیزنت
کوگنیزانت (به انگلیسی: Cognizant) شرکت فناوری اطلاعات آمریکایی و چندملیتی است، که در زمینه ارائه خدمات مشاوره اطلاعاتی، مشاور مدیریت، خدمات مدیریت‌شده و خدمات برون‌سپاری فعالیت می‌کند.
شرکت کوگنیزانت در سال ۱۹۹۴ توسط کومار ماهادیوا تاسیس شد و هم‌اکنون (۲۰۱۹) دارای ۱۶۶ دفتر در کشورهای مختلف می‌باشد. دفتر مرکزی این شرکت در شهر تینک، نیوجرسی، ایالات متحده آمریکا قرار دارد و دفتر بین‌المللی آن در شهر چنای، هند مستقر می‌باشد. بخشی از سهام شرکت کوگنیزانت در بازار بورس نیویورک معامله می‌شود و جزئی از شاخص‌های نزدک-۱۰۰ و اس اند پی ۵۰۰ به‌شمار می‌آید.